# Anna Engelhardt
Pour les articles homonymes, voir Engelhardt.
Anna Nikolaïevna Engelhardt (russe : Анна Николаевна Энгельгардт), née le 2 juin 1838 (14 juin dans le calendrier grégorien) et morte le 12 juin 1903 (25 juin dans le calendrier grégorien) était une féministe, écrivaine et traductrice russe. Elle a supervisé le premier dictionnaire complet allemand-russe. 
Après avoir suivi une des rares écoles ouvertes aux femmes, elle commence à travailler dans une librairie et crée ensuite avec Nadejda Stassova et Maria Troubnikova l'Artel d'édition des femmes, première coopérative d'édition féminine en Russie. Préoccupée de la question des femmes et de leur autonomie, elle s'implique dans le mouvement des femmes et aide notamment à la création des Cours Bestoujev, établissement d'enseignement supérieur destiné aux jeunes femmes. Elle est également cofondatrice de l'Institut de médecine féminin.

## Enfance et formation
Anna Nikolaïevna Makarova (russe : Анна Николаевна Макарова) est née le 2 juin 1838 dans le village d'Aleksandrovka du gouvernement de Kostroma, dans l'Empire russe. Sa mère, Aleksandra Petrovna (née Boltina) meurt quand sa fille est âgée de six ans. Son père Nikolai Makarov (ru), noble et propriétaire d'un petit domaine, est un lexicographe et écrivain célèbre, mais également acteur et compositeur. 
Elle envoyée en 1845 étudier à Moscou dans l'une des seules écoles de filles dans l'Empire russe, l'Institut Ielizavetinski des jeunes filles nobles (ru),. Elle y apprend les langues, dont l'anglais, le français, l'allemand et l'italien,,. Elle obtient son diplôme avec mention en 1853 et revient à Aleksandrovka, où elle continue à étudier dans la bibliothèque de  son père, en lisant des écrivains tels que Nikolaï Tchernychevski, Charles Darwin, Nikolaï Dobrolioubov et Alexandre Herzen.

## Vie active
En 1859, Anna Makarova épouse Aleksandr Engelhardt (ru). Le couple aura trois enfants : Mikhaïl, né en 1861, Vera, née en 1863, et Nikolaï, né en 1867. En 1860, elle commence à faire des compilations et des traductions pour des revues destinées aux enfants. À partir de 1862, elle travaille dans une librairie. Ces activités sont à l'époque considérées comme scandaleuses pour une femme des classes supérieures, qui n'a pas à travailler. 
Avec Nadejda Stassova et Maria Troubnikova, Anna Engelhardt fonde en 1863 la première coopérative féminine d'édition russe, l'Artel d'édition des femmes. Son but est l'indépendance financière des femmes. Anna Engelgardt y publie des traductions des œuvres de Gustave Flaubert, Guy de Maupassant, Jean-Jacques Rousseau, Robert Louis Stevenson, Émile Zola, et d'autres. Elle traduira au total plus de soixante-dix œuvres littéraires ainsi que des travaux scientifiques, tels que Chimie Agricole de Robert Hoffmann (1868), ainsi que les œuvres de François Rabelais. 
Elle travaille également vingt-cinq ans à la revue Bulletin de l'Europe et est le premier rédacteur en chef du Bulletin de la Littérature Étrangère,.
En décembre 1870, Anna Engelhardt et son mari sont tous deux arrêtés pour avoir participé au cercle socialiste étudiant de l'Institut d'agriculture de Saint-Pétersbourg (ru) et propagé des idées révolutionnaires. Emprisonnée à la Forteresse Pierre-et-Paul, Anna Engelhardt est libérée après un mois et demi, en l'absence de preuves de son implication. Son mari passe dix-huit mois en prison et est ensuite exilé à vie de Saint-Pétersbourg et assigné à résidence dans son domaine de Batichtchevo (ru) dans l'Oblast de Smolensk. Anna Engelhardt lui rend régulièrement visite, mais elle vit à Saint-Pétersbourg avec ses enfants,. 
Dans les années 1870, elle travaille à une série de publications éducatives, dont les Essais sur la Vie Institutionnelle d'Antan (russe : Ocherki Institutskoi Zhizni Bylogo Vremeni, 1870) et le Dictionnaire complet allemand–russe (russe : Polnyi Nemetsko–Russkii Slovar, 1877). Elle s'implique également dans la fondation des Cours Bestoujev, pour donner aux femmes une possibilité d'accès à l'enseignement supérieur.
Dans les années 1880 et 1890, Anna Engelhardt s'investit de plus en plus dans le mouvement des femmes. En plus de son action pour leur accès aux établissements d'enseignement, elle milite pour qu'elles puissent travailler et pour des droits égaux dans le mariage. Elle écrit sur les actions accomplies des femmes, notamment des articles sur Nadejda Khvochtchinskaïa et Nadejda Sokhanskaïa, et fait des lectures sur la place de la femme dans la société. Une de ses conférences, à Saint-Pétersbourg en 1900, porte sur la condition des femmes de l'antiquité à l'époque moderne. Elle est pendant de nombreuses années vice-présidente de la Société féminine russe mutuelle de bienfaisance (russe : Русского женского взаимно-благотворительного общества) et y dirige la bibliothèque. La société, créée en 1895, est à l'époque la plus grande organisation humanitaire de femme du pays,. 
En 1897, Anna Engelhardt est une des fondatrices de l'Institut de médecine féminin et elle continue de militer activement pour élargir les possibilités d'éducation et d'emploi des femmes. Elle définit la ligne éditoriale de la revue Femmes au travail (russe : Женский труд), et doit prendre la direction du journal, mais elle meurt avant la publication du premier numéro, le 12 juin 1903 à Saint-Pétersbourg,.

## Postérité
Un livre d'Ester Mazovetskaia, Anna Engelhardt. Saint-Pétersbourg de la seconde moitié du XIXe siècle, publié en 2011, lui est consacré.